# Verpleegkundige interventie
Een verpleegkundige interventie is een behandeling die een verpleegkundige uitvoert op basis van een deskundig oordeel en klinische kennis ten behoeve van een zorgvrager. Een verpleegkundige interventie bestaat uit een verzameling van patiëntgebonden verpleegkundige handelingen. Het toepassen van wisselligging en het dagelijks controleren van de huidconditie zijn bijvoorbeeld verpleegkundige handelingen die deel uitmaken van de verpleegkundige interventie decubituspreventie. De keuze van een verpleegkundige interventie maakt deel uit van het verpleegkundig proces en komt voort uit het stellen van de verpleegkundige diagnose en het bepalen van de gewenste verpleegkundige uitkomsten (doelstelling).

## Classificatie
De NIC heeft een classificatie opgesteld van verpleegkundige interventies.

## Opbouw
Elke verpleegkundige interventie bestaat uit:
1. Label
2. Definitie
3. Cluster van verpleegkundige handelingen

## Criteria
De volgende criteria bepalen de selectie van een verpleegkundige interventie:
1. de gewenste verpleegkundige uitkomsten
2. de verpleegkundige diagnose
3. wetenschappelijke onderbouwing: op basis van onderzoek moest vastgesteld zijn dat de interventie in de betreffende zorgsituatie leidt tot het gewenste resultaat (evidence-based practice)
4. haalbaarheid van de interventie, zoals kosten of (het ontbreken van) benodigde middelen
5. aanvaardbaarheid voor de patiënt of naasten
6. de competenties van de verpleegkundige: kennis van de wetenschappelijke onderbouwing en voldoende vaardigheden de interventie toe te passen